# Metasphaeria cetrariicola
Metasphaeria cetrariicola är en svampart som först beskrevs av Nyl. ex Cooke, och fick sitt nu gällande namn av Pier Andrea Saccardo 1883. Metasphaeria cetrariicola ingår i släktet Metasphaeria och familjen Dothioraceae.   Inga underarter finns listade i Catalogue of Life.